# Mikroregion Litomyšlsko
Mikroregion Litomyšlsko je dobrovolný svazek obcí v okresu Chrudim, okresu Svitavy a okresu Ústí nad Orlicí, jeho sídlem je Litomyšl a jeho cílem je realizace strategického plánu trvale udržitelného rozvoje regionu svazku obcí a dalších aktivit v˙oblasti ekonomického rozvoje, rozvoje venkova, kvality života, ochrany životního prostředí, rozvoje cestovního ruchu, propagace regionu a vytváření příznivých vnitřních a vnějších vztahů schválených orgány svazku obcí. Svazek obcí může vyvíjet vlastní hospodářskou činnost. Sdružuje celkem 41 obcí a byl založen v roce 2001.

## Obce sdružené v mikroregionu
- Benátky
- Bohuňovice
- Budislav
- Bor u Skutče
- Cerekvice nad Loučnou
- Čistá
- Desná
- Dolní Újezd
- Horky
- Horní Újezd
- Hluboká
- Chmelík
- Chotěnov
- Chotovice
- Janov
- Jarošov
- Litomyšl
- Lubná
- Makov
- Morašice
- Němčice
- Nové Hrady
- Nová Sídla
- Nová Ves u Jarošova
- Osík
- Perálec
- Poříčí u Litomyšle
- Proseč
- Příluka
- Řídký
- Sebranice
- Sedliště
- Sloupnice
- Strakov
- Suchá Lhota
- Trstěnice
- Tržek
- Újezdec
- Vidlatá Seč
- Vlčkov
- Zderaz